# La Higuera (Cile)
La Higuera è un comune del Cile della provincia di Elqui nella Regione di Coquimbo. Al censimento del 2002 possedeva una popolazione di 3.721 abitanti.

## Società

### Evoluzione demografica
| Censimento del 1992 | Censimento del 2002 |
| 3.815 ab.           | 3.721 ab.           |